# Weinbiet
Das 554 m hohe Weinbiet auf der Waldgemarkung von Gimmeldingen, Stadt Neustadt an der Weinstraße (Rheinland-Pfalz), ist ein freistehender, auffälliger Rückenberg in der Haardt, dem Ostrand des Pfälzerwalds zur Oberrheinischen Tiefebene hin.
Auf der Kuppe stehen ein Rundfunk-Sendemast, der vor Ort Weinbietsender genannt wird, ein gemauerter Panoramaturm mit Wetterstation, der Weinbietturm heißt, und die Ausflugsgaststätte Weinbiethaus. Die beiden markanten Türme machen den Berg von der gut 400 m tiefer gelegenen Ebene aus zu einem regionalen Wahrzeichen, nach dem auch die Winzergenossenschaft Weinbiet Manufaktur der Neustadter Ortsteile Mußbach (Sitz), Gimmeldingen und Haardt ihren Namen gewählt hat.

## Geographie

### Lage
Das Weinbiet liegt in der Pfalz nordwestlich oberhalb der Kernstadt von Neustadt an der Weinstraße auf der westlichen Schulter des Oberrheingrabens. Dieser brach vor etwa 50 Millionen Jahren ein und wurde in späterer Zeit durch abgelagerte Sedimente auf das Niveau der heutigen Oberrheinischen Tiefebene aufgefüllt. Das Weinbietmassiv mit seinen Vorbergen misst an seinem Fuß in West-Ost-Richtung etwa 4 km, von Nordnordwest nach Südsüdost beträgt der Durchmesser rund 6 km.

### Gliederung
Nebelberg
Der Ostläufer des Weinbietmassivs, der 327 m hohe Nebelberg, erscheint in der älteren Literatur auch als Nöpelberg. Er ist recht ausgeprägt und zieht sich fast 2 km zum Rand des Grabenbruchs hin. Rechts über dem Tal des Mußbachs liegt in rund 314 m Höhe auf der Kuppe des Nebelbergs die Heidenburg, ein als Fliehburg angelegter Ringwall aus dem 9. Jahrhundert. Ihren Namen erhielt sie, weil sie anfangs fälschlich für ein Bauwerk der als heidnisch geltenden Kelten gehalten wurde. Während der Gimmeldinger Steinbruch an der Ostseite bereits Mitte des 20. Jahrhunderts aufgegeben wurde, wird am Südhang der Haardter Steinbruch weiter betrieben.
Schlossberg
Nach Südosten schließt sich der von 409 auf 220 m abfallende Schlossberg an, der auf seinem Sporn die Burg Winzingen und das Haardter Schloss trägt. An seiner West- und Südwestseite fällt er ab ins Meisental, das vom Sulzwiesengraben durchflossen wird. Dieser Bach mündet weiter abwärts im Stadtgebiet von Neustadt von links in den Floßbach, eine linke Ableitung des Speyerbachs, die nach etwa 1,5 km wieder in diesen zurückfließt. Den Südwesthang des Schlossbergs zum Meisental hinunter nimmt das Naturschutzgebiet Haardtrand - Schloßberg ein.
Wolfsberg
Jenseits des Meisentals zieht sich der 490,7 m hohe Wolfsberg mit dem drei Hektar großen Naturschutzgebiet Am Wolfsberg vom Weinbiet nach Süden. Gegen Südosten flacht er zum Naturdenkmal Bergstein (380 m) hin ab; mit rund 427 m etwas höher gelegen ist das Relief Steinerner Hirsch, von dessen Standort aus eine weite Aussicht über die Rheinebene möglich ist. Im ebenfalls niedrigeren Südwesten liegen die Ruine der Wolfsburg (273 m) und der Hohfels (320 m). Etwa in Süd-Nord-Richtung verläuft westlich des Wolfsbergs das Nonnental.
Schwalbeneck und Hinterer Langenberg
Der Westläufer, das 428,2 m hohe Schwalbeneck, geht nach Norden über zum langgestreckten Hinteren Langenberg. Dessen höchste Erhebung liegt im Südosten, zum Weinbietgipfel hin, und erreicht 501,9 m. In 491 m Höhe trägt der Hintere Langenberg den Felsen Weinbiet-Stein, der oft auch Weinbiet-Loog oder Hohes Loog genannt wird.

### Gewässer
An der Nordflanke des Weinbiets entspringt in 460 m Höhe ein 800 m langer Bach, dessen Quelle im Naturdenkmal Loosenbrunnen gefasst ist. Der Bach ist einer der stärksten Zuflüsse des Mußbachs und mündet in diesen bei der Looganlage von rechts. Das vom Mußbach eingetiefte Gimmeldinger Tal schließt das Weinbietmassiv nach Nordosten ab. Der Bach passiert anschließend Gimmeldingen und Mußbach und fließt dann von links in den Rehbach, den nördlichen Mündungsarm des Speyerbachs.

### Umgebung
Im Norden grenzt die Waldgemarkung der Stadt Deidesheim an das Weinbietmassiv an; im Osten folgen – im Uhrzeigersinn – von Neustadt an der Weinstraße dessen Ortsteile Königsbach, Gimmeldingen und Haardt sowie die Kernstadt, im Süden das Stadtviertel Schöntal, im Westen die Ortsgemeinde Lindenberg.

### Naturräumliche Zuordnung
Das Weinbiet gehört zum Naturraum Pfälzerwald, der in der Systematik des von Emil Meynen und Josef Schmithüsen herausgegebenen Handbuchs der naturräumlichen Gliederung Deutschlands und seiner Nachfolgepublikationen als Großregion 3. Ordnung klassifiziert ist. Nach der Binnengliederung des Naturraums gehört es zum Mittleren Pfälzerwald und zum Gebirgszug der Haardt, die den Pfälzerwald von der Oberrheinischen Tiefebene abgrenzt.
In der Hierarchie der Naturräume liegt das Weinbiet damit in folgender Schachtelung:
- Großregion 1. Ordnung: Schichtstufenland beiderseits des Oberrheingrabens
- Großregion 2. Ordnung: Pfälzisch-Saarländisches Schichtstufenland
- Großregion 3. Ordnung: Pfälzerwald
- Region 4. Ordnung (Haupteinheit): Mittlerer Pfälzerwald
- Region 5. Ordnung: Haardt

Nach Osten fällt die Landschaft des Weinbiets in den Naturraum Nördliche Oberhaardt (220.20) ab, der in der Haupteinheitengruppe Nördliches Oberrheintiefland (22) und in der Haupteinheit Haardtrand (220) zur Untereinheit Oberhaardt (220.2) zählt.

### Klima

Klimadiagramm

Das Weinbietmassiv beschert den östlich in seinem Lee gelegenen Winzerorten Haardt, Gimmeldingen, Mußbach und Königsbach, die seit 1969 sämtlich zur kreisfreien Stadt Neustadt an der Weinstraße gehören, ein mildes und regenarmes Klima, das den Anbau von Qualitätsweinen begünstigt.
Der durchschnittliche Jahresniederschlag auf dem Weinbiet selbst beträgt im langjährigen Mittel 585 mm. Dies ist ein niedriger Wert, der im unteren Fünftel der in Deutschland erfassten Werte liegt; nur an 18 % der Messstationen des Deutschen Wetterdienstes werden noch niedrigere Werte registriert. Der trockenste Monat ist der Januar, die meisten Niederschläge fallen im Mai, nämlich 1,7-mal mehr als im Januar. Trotzdem sind die Niederschläge recht gleichmäßig übers Jahr verteilt, an lediglich 12 % der Messstationen sind die jahreszeitlichen Schwankungen geringer. Das abgebildete Klimadiagramm zeigt für den herausgegriffenen Zeitraum 1987–2016 ähnliche Werte, beispielsweise für den Jahresniederschlag 605 mm.
Auf dem Weinbiet treten gelegentlich außergewöhnliche Wetterphänomene auf. So wurde dort am 13. August 2003 im sogenannten Jahrhundertsommer mit 27,6 °C die höchste in Deutschland je gemessene nächtliche Tiefsttemperatur verzeichnet, oder einfach ausgedrückt: Dies war die wärmste Nacht in Deutschland seit Beginn der Aufzeichnungen. Am 28. Februar 2010 erreichte der Orkan Xynthia auf dem Weinbiet eine Windgeschwindigkeit von 166 km/h.

## Name
Der Name des Bergs soll über die Bezeichnung des Weinbiet-Steins 800 m nördlich des Gipfels entstanden sein, der in der Literatur auch Weinbiet-Loog genannt wird. Dieser Felsen auf dem Weinbiet-Ausläufer Hinterer Langenberg trug seinen Namen bereits 1670 und wurde 1534, 1714 und 1755 ausdrücklich als Grenzstein erwähnt; Loog ist ein altes deutsches Wort für Grenze. Damals markierte der Felsen die Grenze zwischen dem Deidesheimer Wald im Norden, dem Gimmeldinger Wald im Osten und dem Haardter Wald im Süden. Das auf der Felsoberfläche u. a. in den Stein eingemeißelte „G“ für Gimmeldingen soll dem Trog der Weinkelter, der den Most auffing und Biet genannt wurde, geähnelt haben, also einem Weinbiet. Die Aufschrift des Felsens erweiterte die Erklärung: In die flache Vertiefung des „G“ sei bei erstmaligen Grenzbegehungen junger Männer Wein gegossen worden; dann habe man die Gesichter der Neulinge zwecks Einprägung des Grenzverlaufs in den Wein eingetaucht.
Ein Pfälzer Mundartdichter hat die Namensentstehung mit der in der Bibel geschilderten Versuchung Jesu durch den Teufel (Mt 4,1–10 ) in Verbindung gebracht und in eine Erzählung gekleidet, die im pfälzischen Dialekt geschrieben ist.

## Sehenswürdigkeiten

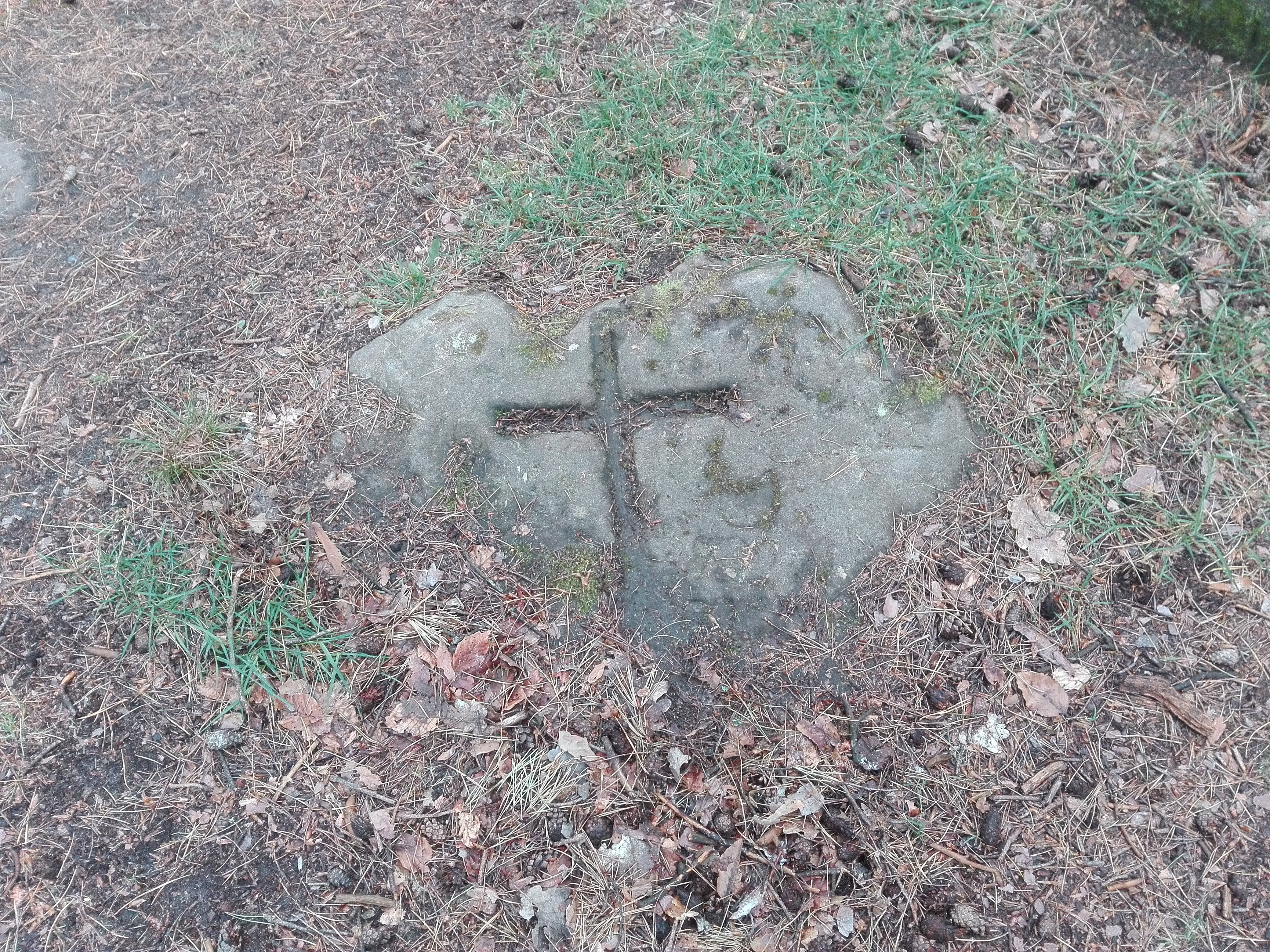
Weinbiet-Stein
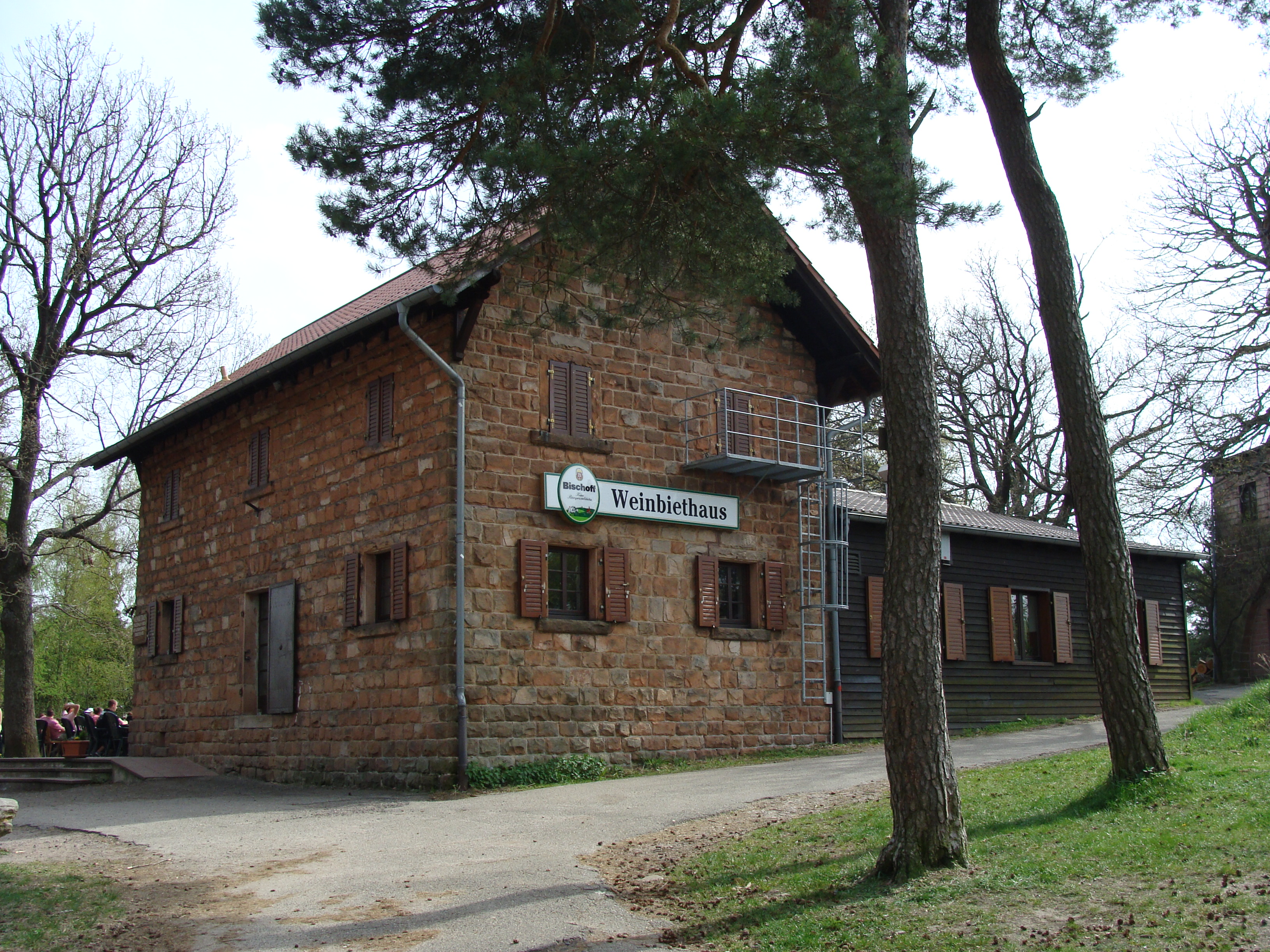
Weinbiethaus
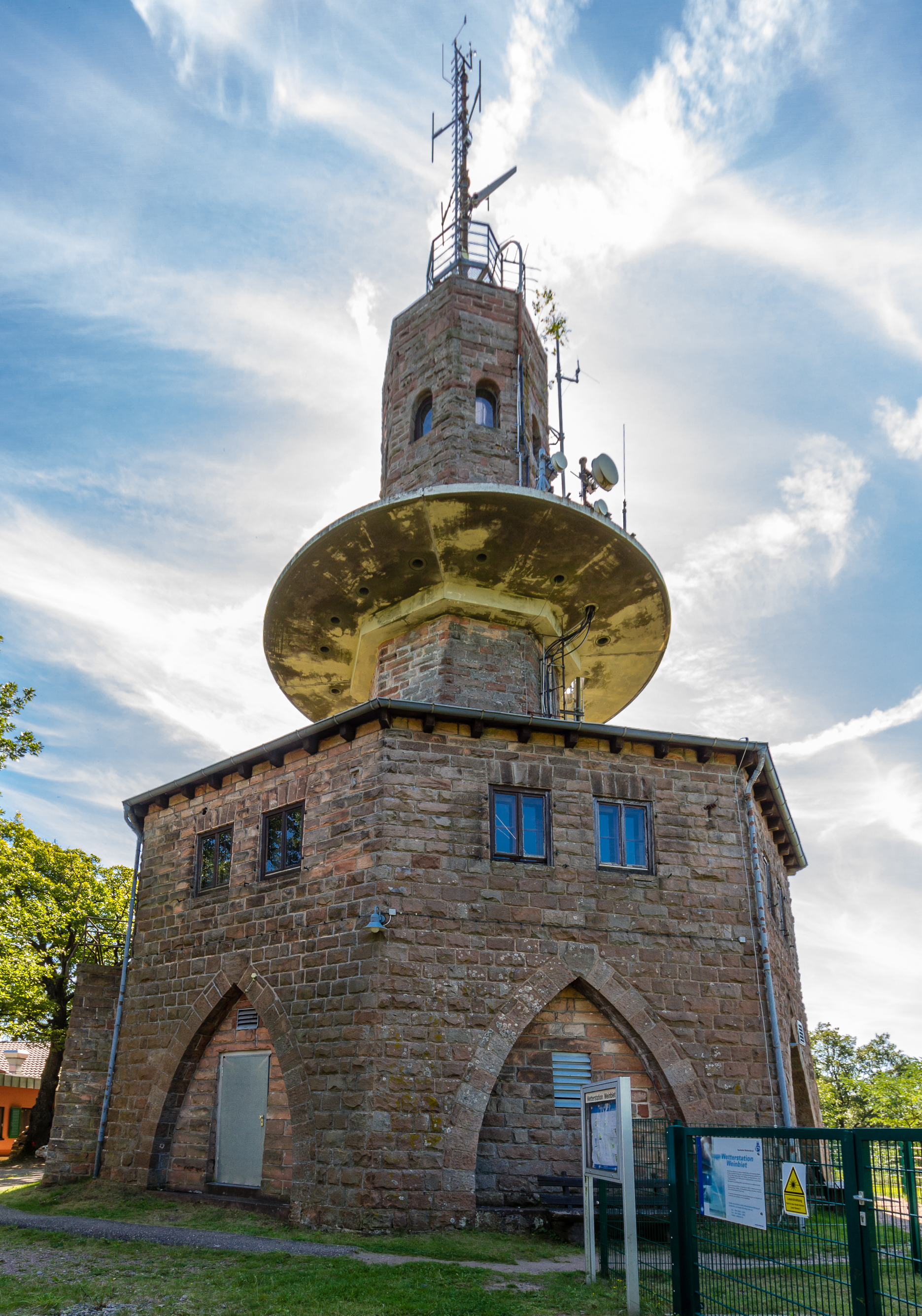
Weinbietturm
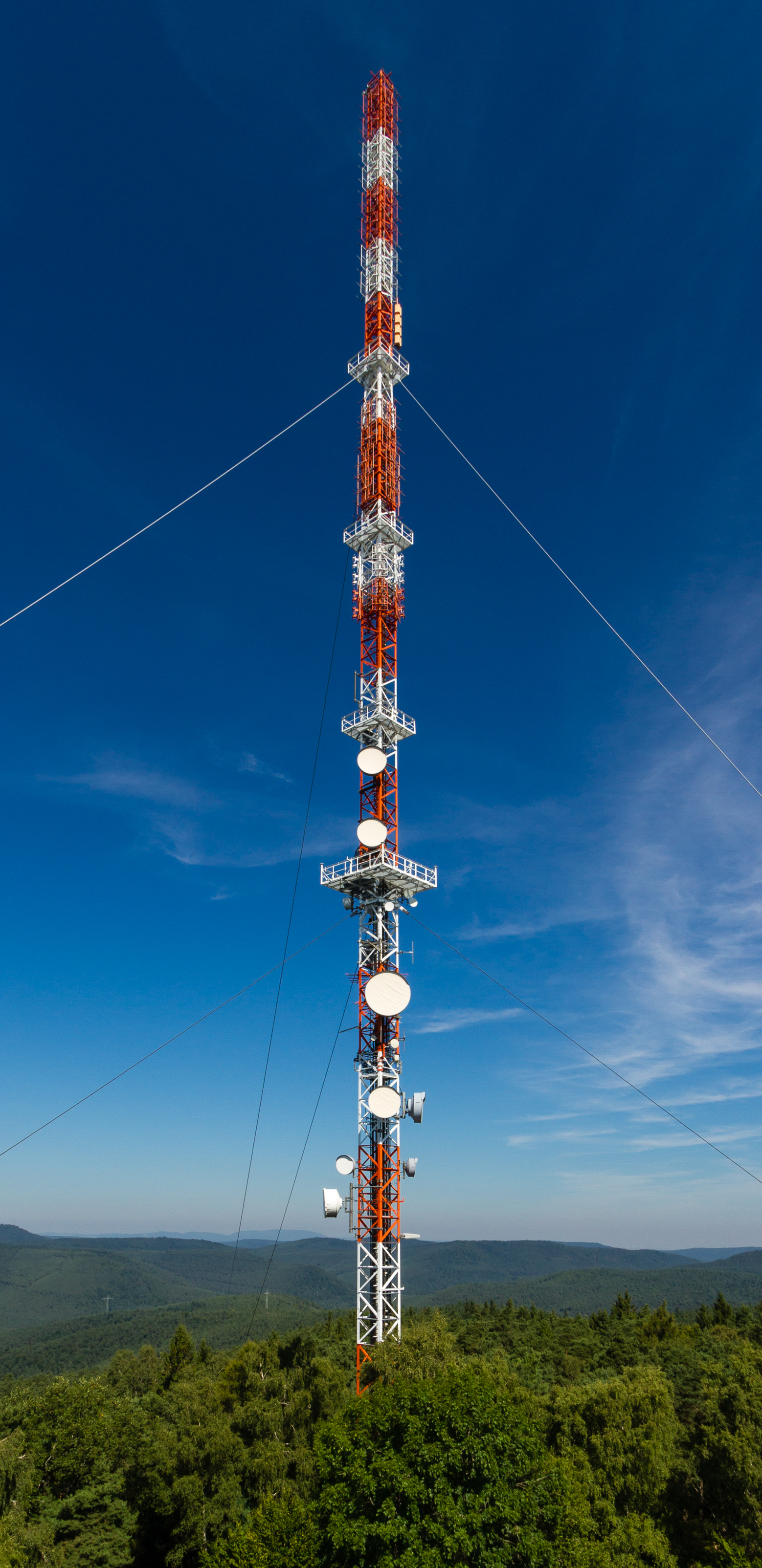
Weinbietsender

### Weinbiethaus
Das Weinbiethaus wurde ab 1925 geplant und ab 1926 für 15.000 Reichsmark aus rotem Sandstein aufgemauert. Am 3. Juni 1928 wurde es eingeweiht. Es wird vom Pfälzerwald-Verein, Ortsgruppe Gimmeldingen, als Ausflugsgaststätte betrieben.

### Weinbietturm
Der zwischen 1870 und 1874 ebenfalls aus rotem Sandstein aufgemauerte Panoramaturm gehört der Stadt Neustadt und ist zu denselben Zeiten wie das Weinbiethaus geöffnet. Schon im 19. Jahrhundert bekam er den Namen Weinbietturm.

### Weinbietsender
Etwa 50 m nordnordwestlich des Panoramaturms wurde 1952 über einem Betonfundament ein später auf 136 m erhöhter abgespannter Stahlfachwerkmast für den Sender Weinbiet errichtet. Er versorgt die Region aktuell mit UKW-Hörfunk in analoger (FM auf Band II) sowie digitaler (DAB+ auf Band III) Technik. Zur Unterscheidung vom alten Weinbietturm wird der Gittermast vor Ort meist Weinbietsender genannt.

## Verkehrsanbindung

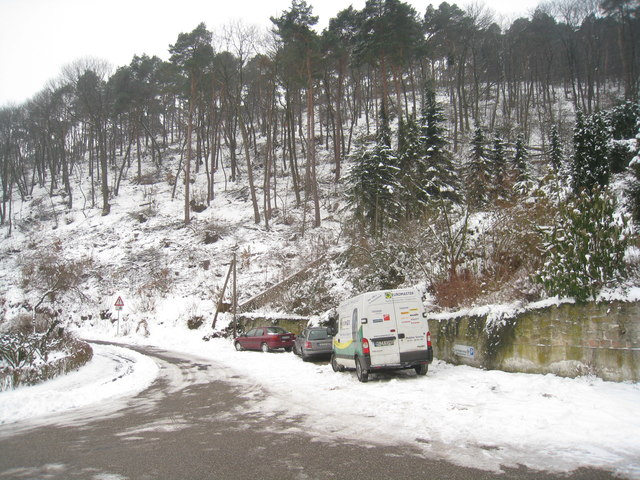
Kfz-Zufahrt vom Meisental aus

- Wanderpfade – Das Weinbiet ist ein Aussichtspunkt, der häufig von Wanderern besucht wird.[15] Von Neustadt, Gimmeldingen, Haardt und Lindenberg führen Wanderpfade hinauf, die beispielsweise mit dem roten Punkt markiert sind.

- Eselspfad – Der rechts über dem Tal des Mußbachs von der Gimmeldinger Hainstraße abzweigende (⊙) und zum Gipfel führende einstige Hauptzugangsweg trägt nach den früheren Transporttieren den Namen Eselspfad. Der ursprünglich schmale Weg wurde in den 1960er Jahren verbreitert und befestigt, so dass dort auch versorgende Kraftfahrzeuge verkehren können; für den allgemeinen Kraftfahrzeugverkehr ist er nicht freigegeben.

- Fahrstraße – Damit der Gipfel auch vom allgemeinen Kraftfahrzeugverkehr erreicht werden konnte, wurde in der zweiten Hälfte des 20. Jahrhunderts eine Fahrstraße angelegt. Sie beginnt am Rand des Ortsteils Haardt im Meisental auf etwa 240 m[1] und ist gut 4 km lang. Den Höhenunterschied zum Gipfel überwindet sie über Serpentinen und weite Schlingen.